# Granite Pillars
Koordinaten: 83° 36′ S, 170° 45′ O
Die Granite Pillars (englisch für Granitsäulen) sind eine markante eisfreie Felsformation in der antarktischen Ross Dependency. In der Königin-Alexandra-Kette ragt sie 3 km östlich des Mount Ida an der Westseite Beardmore-Gletschers auf. 
Die Felsformation wurde von Teilnehmern der Nimrod-Expedition (1907–1909) des britischen Polarforschers Ernest Shackleton entdeckt. Sie erhielt zunächst den Namen Cathedral Rocks, der jedoch später in die heutige Bezeichnung geändert wurde, um eine Verwechslung mit einer gleichnamigen Felsformation in der Royal Society Range im Viktorialand zu vermeiden.